# جون إس. ريد
جون إس. ريد (بالإنجليزية: John Shepard Reed) هو شخصية أعمال أمريكي، ولد في 7 فبراير 1939.

## وصلات خارجية
- جون إس. ريد على موقع إن إن دي بي (الإنجليزية)